# Mitch Ryan
Mitchell (Mitch) Ryan (Cincinnati (Ohio), 11 januari 1934 – Los Angeles, 4 maart 2022) was een Amerikaanse acteur.
In 1951 ging hij bij de marine om aan een ongelukkig gezinsleven te kunnen ontsnappen.
Ryan vergaarde de laatste jaren vooral bekendheid als de vader van Greg in de serie Dharma & Greg. Ryan speelde echter al mee in bijna 130 producties en vertolkte dus al vele film- en televisierollen. Hij debuteerde eind jaren 50 met een rolletje in de Robert Mitchum-film Thunder Road.
In 1966-1967 speelde hij de rol van Burke Devlin de televisieserie Dark Shadows, maar werd ontslagen vanwege een drankprobleem. 
Ryan overleed op 4 maart 2022 aan hartfalen in zijn huis in Los Angeles. Hij werd 88 jaar oud.

## Filmografie
- Thunder Road (1958) - Jed Moultrie (Niet op aftiteling)
- Brenner Televisieserie - Rol onbekend (Afl., Record of Arrest, 1959)
- Way Out Televisieserie - Bill Fontaine (Afl., Soft Focus, 1961)
- Naked City Televisieserie - Marty Minters (Afl., The Well-Dressed Termite, 1961)
- Naked City Televisieserie - Overton (Afl., Button in the Haystack, 1961)
- The Defenders Televisieserie - Rol onbekend (Afl., Killer Instinct, 1961)
- Naked City Televisieserie - Rol onbekend (Afl., The Hot Minerva, 1961)
- Naked City Televisieserie - Paul Tamarind (Afl., Barefoot on a Bed of Coals, 1963)
- The Defenders Televisieserie - Rol onbekend (Afl., The Prosecutors, 1965)
- Dark Shadows Televisieserie - Burke Devlin (108 afl., 1966-1967)
- Coronet Blue Televisieserie - Davis (Afl., Faces, 1967)
- N.Y.P.D. Televisieserie - Joseph Robert Maloney (Afl., The Boy Witness, 1967)
- The High Chaparral Televisieserie - Jelks (Afl., Jelks, 1970)
- Monte Walsh (1970) - Shorty Austin
- My Old Man's Place (1971) - Martin Flood
- The Hunting Party (1971) - Doc Harrison
- Cannon Televisieserie - Alexander Roper (Afl., Fool's Gold, 1971)
- Chandler (1971) - Charles 'Chuck' Kincaid
- O'Hara, U.S. Treasury Televisieserie - Rol onbekend (Afl., Operation: Payoff, 1971)
- Cannon Televisieserie - John Slater (Afl., Murder by Moonlight, 1972)
- The Honkers (1972) - Lowell
- A Reflection of Fear (1973) - Inspecteur McKenna
- The Fuzz Brothers (1973) - Ben
- Chase (Televisiefilm, 1973) - Captain Chase Reddick
- The Streets of San Francisco Televisieserie - Abel Hoffman (Afl., The Unicorn, 1973)
- High Plains Drifter (1973) - Dave Drake
- The Friends of Eddie Coyle (1973) - Waters
- Electra Glide in Blue (1973) - Detective Harve Poole
- Magnum Force (1973) - Officer Charlie McCoy
- The Manhunter Televisieserie - Rol onbekend (Afl., The Man Who Thought He Was Dillinger, 1974)
- Chase Televisieserie - Police Capt. Chase Reddick (24 afl., 1973-1974)
- Cannon Televisieserie - A.A. Simmons (Afl., Perfect Fit for a Frame, 1975)
- Barnaby Jones Televisieserie - Dennis Kelly (Afl., Counterfall, 1975)
- Baretta Televisieserie - Bax Baxter (Afl., Nobody in a Nothing Place, 1975)
- The Rockford Files Televisieserie - Army Colonel Hopkins (Afl., Two Into 5.56 Won't Go, 1975)
- The Blue Knight Televisieserie - Rol onbekend (Afl., Cop Killer, 1976)
- The Entertainer (Televisiefilm, 1976) - Mr. Pasko
- Midway (1976) - RAdm. Aubrey W. Fitch
- Two-Minute Warning (1976) - The priest
- Executive Suite Televisieserie - Don Walling (Afl. onbekend, 1976-1977)
- The Hemingway Play (Televisiefilm, 1977) - Rol onbekend
- Most Wanted Televisieserie - Rol onbekend (Afl., The Death Dealer, 1977)
- Escape from Bogen County (Televisiefilm, 1977) - Ambler Bowman
- Peter Lundy and the Medicine Hat Stallion (Televisiefilm, 1977) - Jethro Lundy
- Christmas Miracle in Caufield, U.S.A. (Televisiefilm, 1977) - Mathew Sullivan
- Having Babies III (Televisiefilm, 1978) - Dr. Blake Simmons
- Sergeant Matlovich vs. the U.S. Air Force (Televisiefilm, 1978) - Lt. Col. Applegate
- Family Televisieserie - Mike Dunston (Afl., Expectations, 1978)
- Flesh & Blood (Televisiefilm, 1979) - Jack Fallon
- Having Babies Televisieserie - Dr. Blake Simmons (1978-1979)
- The Chisholms Televisieserie - Cooper Hawkins (Afl. onbekend, 1980)
- Angel City (Televisiefilm, 1980) - Silas Creedy
- The Choice (Televisiefilm, 1981) - Jerry Clements
- The Monkey Mission (Televisiefilm, 1981) - Keyes
- The Five of Me (Televisiefilm, 1981) - Dr. Ralph B. Allison
- Death of a Centerfold: The Dorothy Stratten Story (Televisiefilm, 1981) - Hugh Hefner
- Of Mice and Men (Televisiefilm, 1981) - Slim
- King's Crossing Televisieserie - Sam Garrett (Afl., Long Ago Tomorrow, 1982)
- Medea (Televisiefilm, 1983) - Jason
- Uncommon Valor (Televisiefilm, 1983) - Chief Tom Riordan
- High Performance Televisieserie - Brennan Flannery (Afl. onbekend, 1983)
- Kenny Rogers as The Gambler: The Adventure Continues (Televisiefilm, 1983) - Charlie McCourt
- Hart to Hart Televisieserie - Ramsey T. MacLaish (Afl., Highland Fling, 1983)
- Hardcastle and McCormick Televisieserie - Sheriff Carter (Afl., The Homecoming: Part 1 & 2, 1984)
- Hotel Televisieserie - Steve Cutler (Afl., Lifelines, 1984)
- Dallas Televisieserie - Captain Fogarty (Afl., Battle Lines, 1984|If at First You Don't Succeed, 1984)
- Fatal Vision (Televisiefilm, 1984) - Paul Strombaugh
- Robert Kennedy & His Times (Mini-serie, 1985) - Robert McNamara
- Murder, She Wrote Televisieserie - Ray Dixon (Afl., Capitol Offense, 1985)
- Riptide Televisieserie - Col. John Litvak (Afl., Boz Busters, 1985)
- The A-Team Televisieserie - Ike Hagen (Afl., Waste 'Em!, 1985)
- North and South (Mini-serie, 1985) - Tillet Main
- Hostage Flight (Televisiefilm, 1985) - Captain Malone
- Penalty Phase (Televisiefilm, 1986) - Judge Donald Faulkner
- Northstar (Televisiefilm, 1986) - Colonel Even Marshall
- St. Elsewhere Televisieserie - Rol onbekend (Afl., Rites of Passage, 1987)
- All My Children Televisieserie - Alex Hunter (Afl. onbekend, 1985-1987)
- Murder, She Wrote Televisieserie - Capt. Ernest Lenko (Afl., The Cemetary Vote, 1987)
- Lethal Weapon (1987) - Generaal Peter McAllister
- Favorite Son (Mini-serie, 1988) - Vice-President Dan Eastman
- Winter People (1989) - Drury Campbell
- The Ryan White Story (Televisiefilm, 1989) - Tom
- Star Trek: The Next Generation Televisieserie - Kyle Riker (Afl., The Icarus Factor, 1989)
- Margaret Bourke-White (Televisiefilm, 1989) - Patton
- Mission: Impossible Televisieserie - Admiraal Edgar Sheppard (Afl., Submarine, 1989)
- Jake and the Fatman Televisieserie - Rol onbekend (Afl., The Lady in Red, 1989)
- Hardball Televisieserie - Rol onbekend (Afl., The Fighting 52nd, 1989)
- Santa Barbara Televisieserie - Anthony Tonnell (Afl. onbekend, 1989)
- Jake and the Fatman Televisieserie - Ethan Mitchell (Afl., The Tender Trap, 1990)
- Who's the Boss? Televisieserie - Jack (Afl., Did You Ever Have to Make Up Your Mind?, 1990)
- Judgment (Televisiefilm, 1990) - Dave Davis
- L.A. Law Televisieserie - Rol onbekend (Afl., Smoke Gets in Your Thighs, 1990)
- The Golden Girls Televisieserie - Rex Huntington (Afl., The Bloom Is Off the Rose, 1991)
- Hunter Televisieserie - Tom Reed (Afl., Shadows of the Past, 1991)
- Murder, She Wrote Televisieserie - Rep. Arthur Prouty (Afl., The List of Yuri Lermentov, 1991)
- Deadly Game (Televisiefilm, 1991) - Rol onbekend
- In a Child's Name (Televisiefilm, 1991) - Peter Chappell
- Matlock Televisieserie - Ellis Blake (Afl., The Foursome, 1991)
- Aces: Iron Eagle III (1992) - Simms
- The Young Riders Televisieserie - Rol onbekend (Afl., Lessons Learned, 1992)
- Dirty Work (Televisiefilm, 1992) - Rol onbekend
- 2000 Malibu Road Televisieserie - Porter (Afl. onbekend, 1992)
- Majority Rule (Televisiefilm, 1992) - Rol onbekend
- Renegade Televisieserie - Dallas Shields (Afl., Fighting Cage: Part 1 & 2, 1993)
- The Opposite Sex and How to Live with Them (1993) - Kenneth Davenport
- Hot Shots! Part Deux (1993) - Senator Gray Edwards
- Star (Televisiefilm, 1993) - Harrison Barclay
- NYPD Blue Televisieserie - Jack Hanlan (Afl., Emission Accomplished, 1993)
- General Hospital Televisieserie - Frank Smith #2 (Afl. onbekend, 1993-1994)
- Hart to Hart: Home Is Where the Hart Is (Televisiefilm, 1994) - Chief Carson
- Walker, Texas Ranger Televisieserie - Judge Ridley (Afl., The Committee, 1994)
- Renegade Televisieserie - Ted Branson (Afl., Murderer's Row: Part 1 & 2, 1994)
- One West Waikiki Televisieserie - Cosmetisch chirurg (Afl., 'Till Death Do Us Part, 1994)
- Blue Sky (1994) - Ray Stevens
- Speechless (1994) - Wannamaker
- Gramps (Televisiefilm, 1995) - Oliver
- Judge Dredd (1995) - Vardas Hammond
- Halloween: The Curse of Michael Myers (1995) - Dr. Terence Wynn
- The Single Guy Televisieserie - Mr. Brimley (Afl., Tennis, 1995)
- Murder, She Wrote Televisieserie - Brent Renwyck (Afl., Big Easy Murder, 1995)
- The Single Guy Televisieserie - Mr. Bremley (Afl., Babysitting, 1995)
- Silk Stalkings Televisieserie - Grant Everett (Afl., Partners: Part 1 & 2, 1995)
- Raven Hawk (Televisiefilm, 1996) - White
- A Face to Die For (Televisiefilm, 1996) - Joe Thomas
- Ed (1996) - Abe Woods
- Champs Televisieserie - Mr. Schuster (Afl., We'll Never Have Paris, 1996)
- Wings Televisieserie - Jonathan Clayton (Afl., Wingless: Part 1,2 & 3, 1996)
- The Devil's Own (1997) - Chief Jim Kelly
- Dark Skies Televisieserie - William Paley (Afl., To Pray in Darkness, 1997)
- Liar Liar (1997) - Mr. Allan
- Grosse Pointe Blank (1997) - Mr. Bart Newberry
- Spy Game Televisieserie - Morganthal (Afl., What, Micah Worry?, 1997)
- The Practice Televisieserie - Judge George Nelson (Afl., The Civil Right, 1997)
- Life of the Party: The Pamela Harriman Story (Televisiefilm, 1998) - Averell Harriman
- Aftershock: Earthquake in New York (Televisiefilm, 1999) - Frank Agostini
- Dharma & Greg Televisieserie - Edward Montgomery (118 afl., 1997-2002)
- Justice League Televisieserie - Highfather/Izaya the Inheritor (Afl., Twilight: Part 1 & 2, 2003, stem)
- The West Wing Televisieserie - Senator Roland Pierce (Afl., The Supremes, 2004)
- The Drew Carey Show Televisieserie - Woody (Afl., Drew Hunts Silver Fox, 2004)
- Love for Rent (2005) - Dokter
- Llorona Gone Wild (DVD, 2007) - Doug
- Strikeout (Televisiefilm, 2009) - Man in auto

- Biblioteca Nacional de España: XX1579957
- Bibliothèque nationale de France: cb13985729n (data)
- Gemeinsame Normdatei: 142597791
- International Standard Name Identifier: 0000 0001 0930 368X
- Library of Congress Control Number: nr88005692
- MusicBrainz: e69a1dc4-72ee-4652-a1a1-51b2cb13150e
- Nationale Bibliotheek van Israël: 987007320467805171
- Système universitaire de documentation: 18747477X
- Virtual International Authority File: 106992861
- WorldCat: E39PBJg8CB88jgxtQjf8R9tR8C